# Petr Leška
Petr Leška (ur. 16 listopada 1975 w Chomutovie) – czeski hokeista, reprezentant Czech.
Jego ojciec Petr (ur. 1949) także był hokeistą.

## Kariera
- Rögle J20 (1990-1994)
- Flint Generals (1994-1995)
- HC Zlín (1995-2002)
  -  HC Pilzno (1998)
- Sparta Praga (2002-2003)
- HC Zlín / PSG Zlín (2003-2015)
  -  Södertälje (2005)

Wychowanek klubu VTŽ Chomutov. Wieloletni zawodnik klubu ze Zlína. W listopadzie 2012 roku przedłużył kontrakt o dwa lata. W maju 2015 zakończył karierę zawodniczą. Został jednym z najskuteczniejszych zawodników w historii czeskiej ekstraligi.
W reprezentacji Czech występował m.in. w meczach turniejów Euro Hockey Tour.

## Sukcesy i osiągnięcia

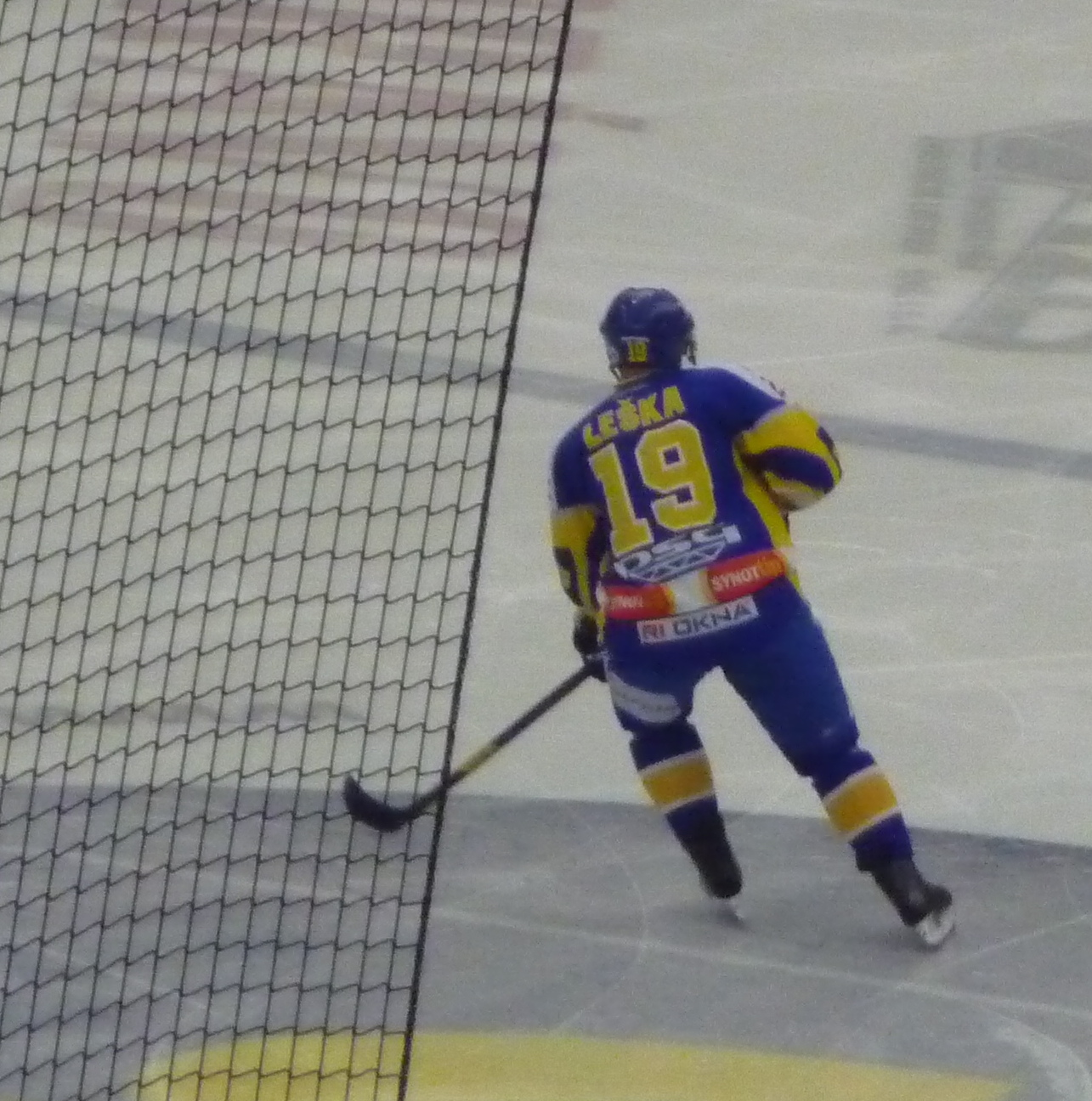
Petr Leška w barwach PSG Zlín (2011)

Klubowe
- Złoty medal mistrzostw Czech: 2004 ze Zlínem
- Srebrny medal mistrzostw Czech: 1999, 2005, 2013 ze Zlínem
- Brązowy medal mistrzostw Czech: 2002 z HC Zlín, 2003 ze Spartą Praga
- Puchar Prezydenta Czeskiej Federacji Hokeja na Lodzie: 2013

Indywidualne
- Ekstraliga czeska 2001/2002:
  - Pierwsze miejsce w klasyfikacji kanadyjskiej: 68 punktów
  - Pierwsze miejsce w klasyfikacji asystentów w fazie play-off: 11 asyst
- Ekstraliga czeska 2001/2002:
  - Pierwsze miejsce w klasyfikacji strzelców w fazie play-off: 9 goli
  - Pierwsze miejsce w klasyfikacji +/- w fazie play-off: +11
  - Zlatá helma Sencor - Najbardziej Wartościowy Zawodnik (MVP)
- Ekstraliga czeska 2004/2005:
  - Pierwsze miejsce w klasyfikacji asystentów: 38 asyst

Rekordy w ekstralidze czeskiej
- Czwarte miejsce w klasyfikacji liczby meczów: 1009
- Trzecie miejsce w klasyfikacji kanadyjskiej: 794 punkty
- Pierwsze miejsce w klasyfikacji asystentów: 533 asysty